# نظام إدارة قواعد البيانات العلائقية

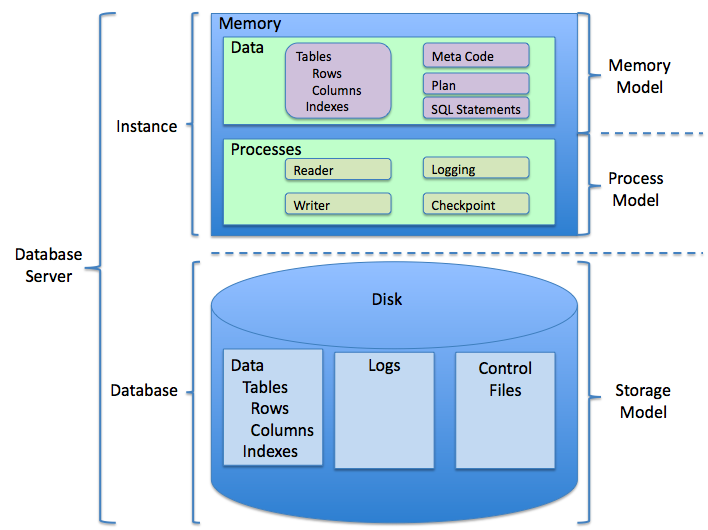

نظام إدارة قواعد البيانات العلائقية (RDBMS) هو نظام إدارة قواعد البيانات(DBMS) التي تقوم على النموذج العلائقي كما اخترعها إدجار كود من مختبر أبحاث سان خوسيه آي بي إم. وتقوم العديد من قواعد البيانات حاليا على نموذج قاعدة بيانات علائقية.
نظم إدارة قواعد البيانات العلائقية(RDBMS)هي خيار شائع لتخزين المعلومات في قواعد بيانات جديدة تستخدم السجلات المالية، والصناعة التحويلية، بيانات الموظفين، وغيرها من التطبيقات منذ 1980s. في كثير من الأحيان قواعد البيانات العلائقية تم استبدالها بقواعد البيانات الهرميةوقواعد بيانات الشبكة لأنها أسهل على الفهم والاستخدام.
ومع ذلك، فقد تم الطعن في قواعد البيانات العلائقية من قبل قاعدة البيانات الكائنية .

## الحصة السوقية
وفقا لشركة الأبحاث غارتنر ( Gartner ) , أبرز خمسة قواعد بيانات علائقية رائدة في 2011 , كانت أوراكل (48.8٪)، IBM آي بي إم (20.2٪)، مايكروسوفت (17.0٪)، SAP ساب إيه جي بما في ذلك سايبيز (4.6٪)، ومقاومه (3.7%) Teradata 
التطبيقات الثلاثة الرائدة مفتوحة المصدر هي : إس كيو لايت، ماي إس كيو إل ، بوستجري إس كيو إل .
MariaDB ماريا دي بي لهيا شوكة بارزة من الماي إس كيو إل بدافع من استحواذ أوراكل على ماي إس كيو إل .
ووفقا لغارتنر، في عام 2008، كانت النسبة المئوية لمواقع قاعدة البيانات باستخدام تكنولوجيا معينة (موقع معين قد نشر تقنيات متعددة):
1. قاعدة بيانات أوراكل - 70%
2. ميكروسوفت إس كيو إل سيرفر - 68%
3. ماي إس كيو إل - 50%
4. آي بي إم دي بي 2 - 39%

ووفقا ل DB-Engines , الأنظمة الأكثر شعبية هي أوراكل، MySQL ( ماي إس كيو إل ) و Microsoft SQL Server ( مايكروسوفت إس كيو إل سيرفير ) ، وIBM DB2 ( آي بي إم دي بي 2 ) .

## تاريخ
في عام 1974، بدأت IBM تطوير نظام R ، هو مشروع بحثي لتطوير النموذج RDBMS . وكان أول منتج تجاري لها SQL / DS ، الذي صدر في عام 1981, ومع ذلك، كان تجاريا أول RDBMS متاح من أوراكل ، الذي صدر في عام 1979 من قبل البرمجيات العلائقية .